# Pravda
Pravda (tiếng Nga: Правда, IPA: [ˈpravdə] ⓘ, "Sự thật") là một tờ báo chính trị của Nga, thuộc sở hữu của Đảng Cộng sản Liên bang Nga. Tờ báo đã được những nhà cách mạng Nga cho ra đời từ trước chiến tranh thế giới thứ nhất và kể từ sau cách mạng Tháng Mười trở thành một tờ báo quan trọng của Liên Xô. Từ 1912 đến 1991, Pravda đảm trách vai trò như một tổ chức trung ương của Ủy ban Trung ương Đảng Lao động Dân chủ Xã hội Nga và Đảng Cộng sản Liên Xô.